# Kap Simpson
Kap Simpson ist eine hoch aufragende und felsige Landspitze an der Nordküste der Insel Ufsøy vor der Mawson-Küste des ostantarktischen Mac-Robertson-Lands. Das Kap bildet die Ostseite der Einfahrt zur .
Teilnehmer der British Australian and New Zealand Antarctic Research Expedition (1929–1931) unter der Leitung des australischen Polarforschers Douglas Mawson entdeckten diese Formation im Februar 1931. Mawson benannte sie nach dem australischen Unternehmer Frederick Neighbour Simpson (1877–1954), einem Sponsor dieser Forschungsreise.